# Groentepakket

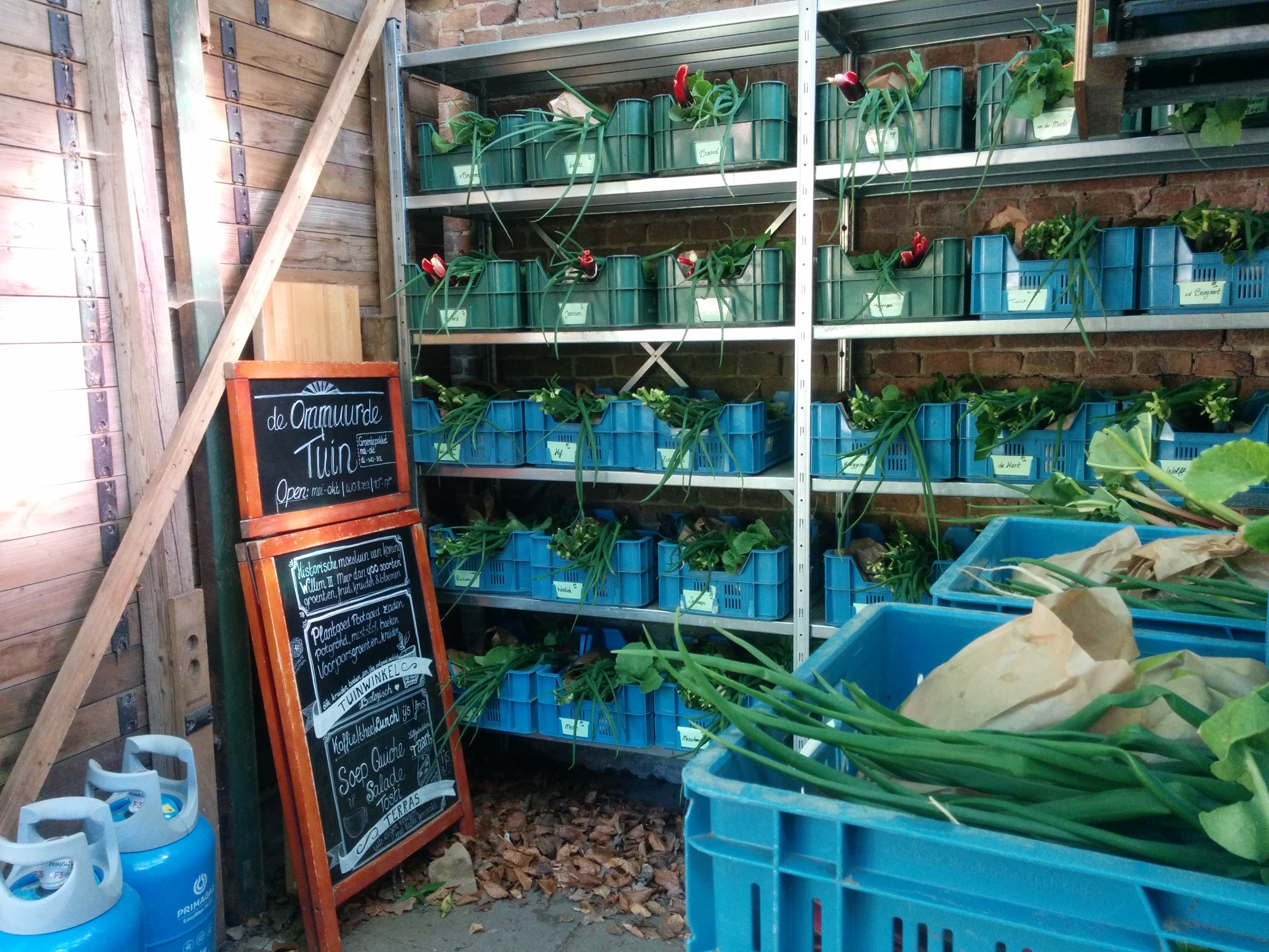
Groentepakketten bij een tuinderij in Renkum

Een groentepakket in de meest letterlijke zin is een pakket waarin zich groente bevindt. Ook kan het meer abstract gebruikt worden als verzameling van groenten binnen een bepaalde context.  

## Groenteabonnement
Vanaf de jaren 80 begonnen verschillende biologische boeren met de verkoop van zogeheten groentepakketten. Dit zijn verse pakketten biologische groenten, die als abonnement voor een vaste prijs direct van de biologische boer komen.  De abonnementhouder krijgt het groentepakket periodiek thuisbezorgd, of haalt het pakket zelf op bij de boer of bij een afhaalpunt. De exacte samenstelling van het pakket varieert, en is afhankelijk van wat er die week van het land kan worden gehaald.

## Gemeenschapslandbouw
Binnen de context van gemeenschapslandbouw fungeert een groentepakket als oogstaandeel. De koper, feitelijk de aandeelhouder, betaalt aan het begin van het seizoen een bijdrage aan de tuin, en in ruil hiervoor ontvangt de koper gedurende het seizoen of soms het hele jaar, een deel van de oogst: het 'oogstaandeel'. In  de meeste gevallen kan de oogstaandeelhouder dit dan wekelijks in een krat of tas ophalen, net als bij het groenteabonnement, vaak met een recept erbij en een korte beschrijving wat er die week in het pakket zit. Het is dan ook de tuinder die bepaalt wat er die week geoogst moet worden en dus wat er die week in het pakket gaat. 

## Voorgesneden groente
Een groentepakket kan verwijzen naar een doosje voorgesneden groente, dat bij supermarkten in het koelvak te vinden is. Het groentepakket is in zo'n geval in de regel een zak van zo'n twee tot vijf ons gewassen en voorgesneden groente, en is - afhankelijk van de samenstelling van het pakket - bedoeld voor het bereiden van een bepaald gerecht, zoals het nasi-pakket (bestemd voor nasi goreng) of het macaroni-pakket (bestemd voor het maken van een pastasaus). De groenten hoeven enkel nog in het gerecht verwerkt te worden door deze te koken of te bakken. 

## Het totale assortiment aan groente
In figuurlijke zin kan met een groentepakket gedoeld worden op de diversiteit in beschikbare groentesoorten die men eet, die een producent in haar assortiment heeft of die er op de veilig op een bepaald moment te koop wordt aangeboden. Ter illustratie: 
het groentepakket van een huishoudenIn 1921 bestond zo'n 60% van het groentenpakket dat in arbeidersgezinnen gegeten werd, uit peen, knollen en uien, en slechts 20% uit bladgroenten. 
het groentepakket van een producentIn het totale pakket aan diepvriesprodukten van Unilever nam het groentepakket in 1969 slechts een bescheiden plaats in. Het totale beschikbare groentepakket bestond voor 53% uit spinazie. 
het groentepakket van de veilingVan oudsher bevatte het aanbod aan groenten in de winter meer koolsoorten dan in andere jaargetijden, en werd het groentepakket in de lente uitgebreid met seizoensgroenten zoals asperges.  Onder invloed van immigratie, andere eetgewoontes en technische mogelijkheden werd het groentepakket in Nederland in de tweede helft van de 20ste eeuw langzamerhand uitgebreid met nieuwe groentes zoals aubergines, ijsbergsla en de oesterzwam.